# Hipposideros cineraceus
Hipposideros cineraceus је сисар из реда слепих мишева и фамилије Hipposideridae.

## Угроженост
Ова врста није угрожена, и наведена је као последња брига јер има широко распрострањење.

## Распрострањење
Ареал врсте Hipposideros cineraceus обухвата већи број држава. 
Врста има станиште у Индији, Малезији, Пакистану, Тајланду, Лаосу, Бурми, Вијетнаму, Индонезији и Непалу.
Присуство у Филипинима, Камбоџи и Бангладешу је непотврђено.

## Станиште
Станиште врсте су шуме до 1480 метара надморске висине. 
Врста је присутна на подручју острва Суматра и Борнео у Индонезији.